# مهرجان موسكو السينمائي الدولي
مهرجان موسكو السينمائي الدولي (بالروسية: Моско́вский междунаро́дный кинофестива́ль)هو مهرجان سينمائي عقد لأول مرة في موسكو في عام 1935 وهو ثاني أقدم مهرجان سينمائي في العالم بعد مهرجان البندقية.

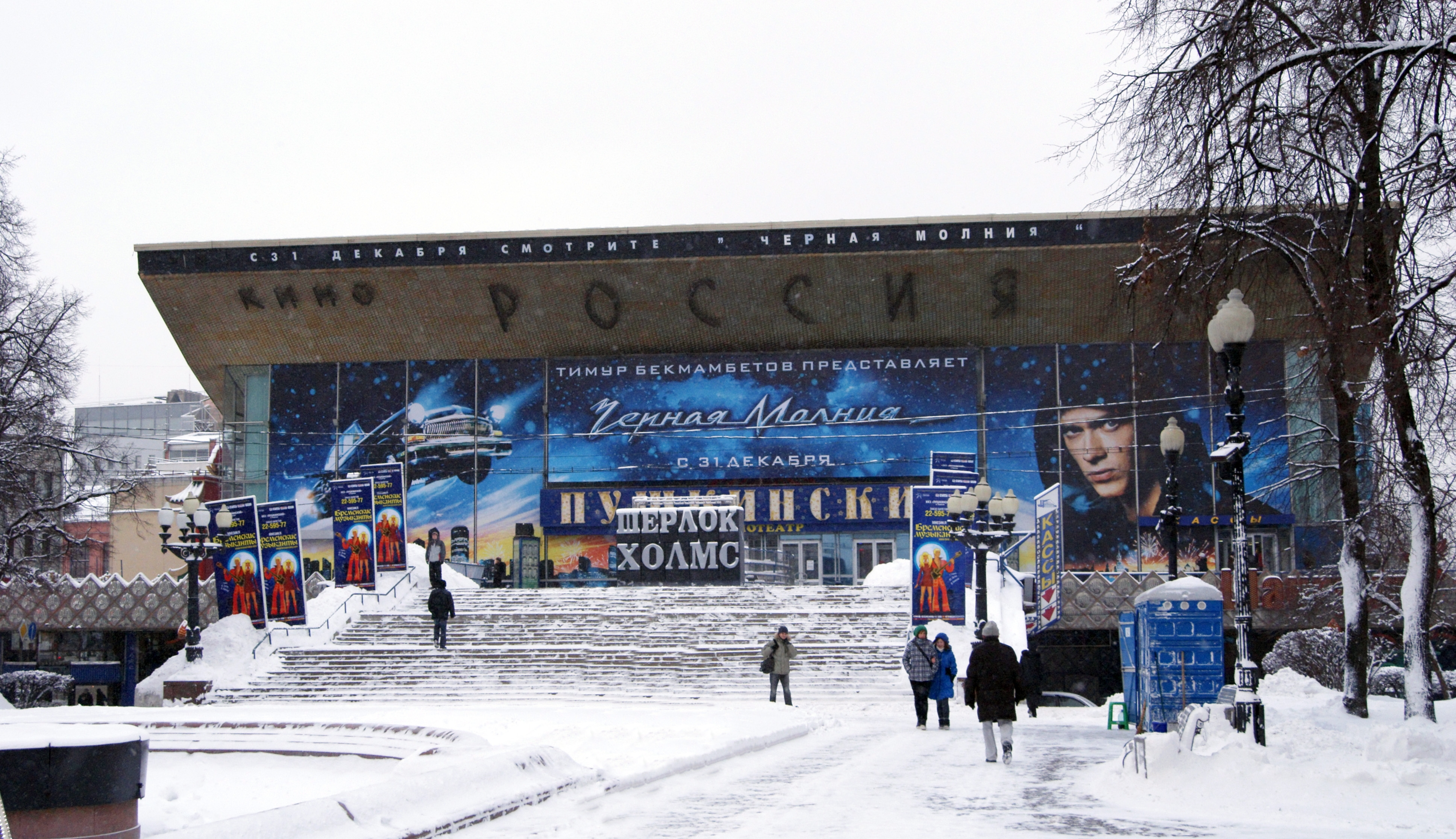
مقر مهرجان موسكو السينمائي الدولي

## روابط خارجية
- مهرجان موسكو السينمائي الدولي على موقع IMDb (الإنجليزية)